# Lumbini
Lumbini (szanszkrit: लुम्बिनी, "a szeretetreméltó") egy buddhista zarándokhely a nepáli Rupandehi körzetben, közel az indiai határhoz. Állítólag ezen a helyen szülte Májá dévi Gautama Sziddhárthát, aki későbbGautama Buddha néven indította el a buddhista tanításokat. A történelmi Buddha i. e. 563 és i. e. 483 körül élt. Lumbini a négy legfőbb zarándokhelyek egyike, Kusínagar, Bodh-Gaja és Szárnáth mellett.
Lumbini a Himalája lábánál fekszik. Buddha itt élt 29 éves koráig. Lumbiniben számos templom található, köztük a Májá Dévi templom és sok másik felújítás alatt áll. Itt található a Puszkarini avagy Szent tavacska, ahol Buddha édesanyja rituálisan merítkezett a szülés előtt, és ahol maga Gautama Sziddhártha is először fürdött. Itt állnak a Kapilavasztu palota romjai is. Lumbinihez közel korábbi Buddhák szülőhelye található a hagyomány szerint.

## Buddha idején
Buddha idején Lumbini egy parkot jelentett Kapilavasztu és Devadaha között Indiában. Itt született a Buddha. Egy oszlop bizonyítja, hogy valamikor a Nagy Asóka is ellátogatott a helyszínre. Az oszlopon szereplő egyik írás szerint a park gondozásával megbízott emberek helyezték el az oszlopot, hogy megemlékezzenek az uralkodó látogatásáról és ajándékáról. Korábban a park Rummindei névre hallgatott, Bhagavanpurától két mérföldre északra.
A Szutta Nipáta (683 körül) állítása szerint Buddha Szákján faluban született. Lumbinívanában tartózkodott, amikor ellátogatott Devadahába és ott oktatta a Devadaha Szuttát.

## Újra felfedezése
1896-ban nepáli régészek felfedeztek egy nagy kő oszlopot, amit Asóka királynak tulajdonítottak. A kínai zarándok, Fa-hszien írásait is felhasználták a helyszín beazonosításához.

## Jelenleg
Lumbini, 1997 óta UNESCO világörökségi helyszín. Különös figyelemmel ajánlották a nemzetközi világörökség programra.
Lumbini szent helyszínét hatalmas kolostori terület határolja, amelyen kizárólag kolostorokat szabad építeni, azaz tilos boltok, hotelek vagy éttermek létesítése is. A területet ketté osztották egy keleti és egy nyugati részre. A keleti oldalon találhatók a théraváda kolostorok, a nyugati oldalon a mahájána és a vadzsrajána kolostorok.
Lumbini szent helyszínén ősi kolostorok állnak, egy szent füge fa, egy kis fürdő tavacska, az Asóka oszlopa és a Májá déví templom. E templom jelöli a Buddha pontos szülőhelyét. Kora reggeltől kora estig érkeznek zarándokok mindenféle országból, és ott kántálnak és meditálnak a helyszínen.

## Gallery

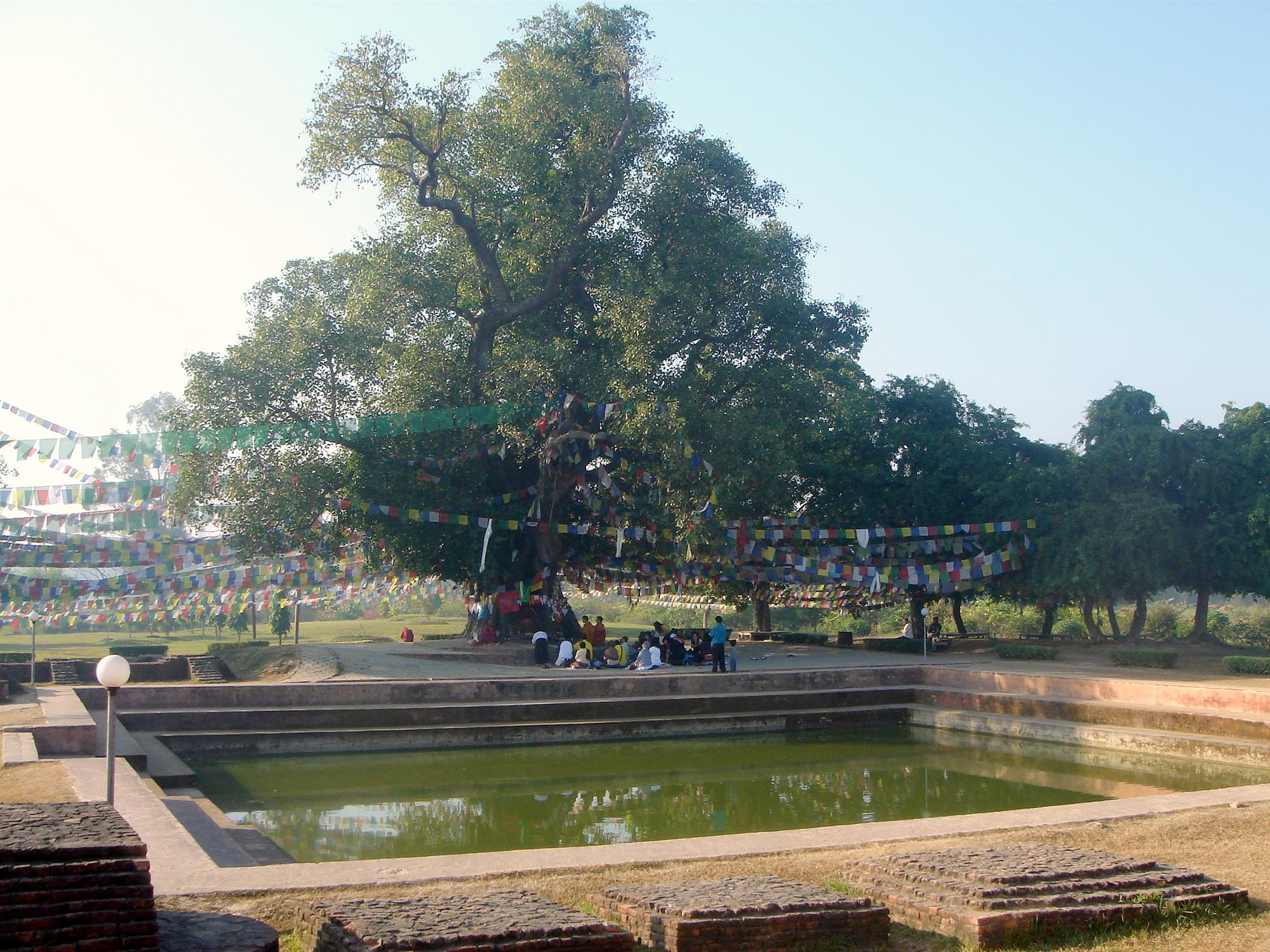
Füge fa és tavacska Lumbiniben
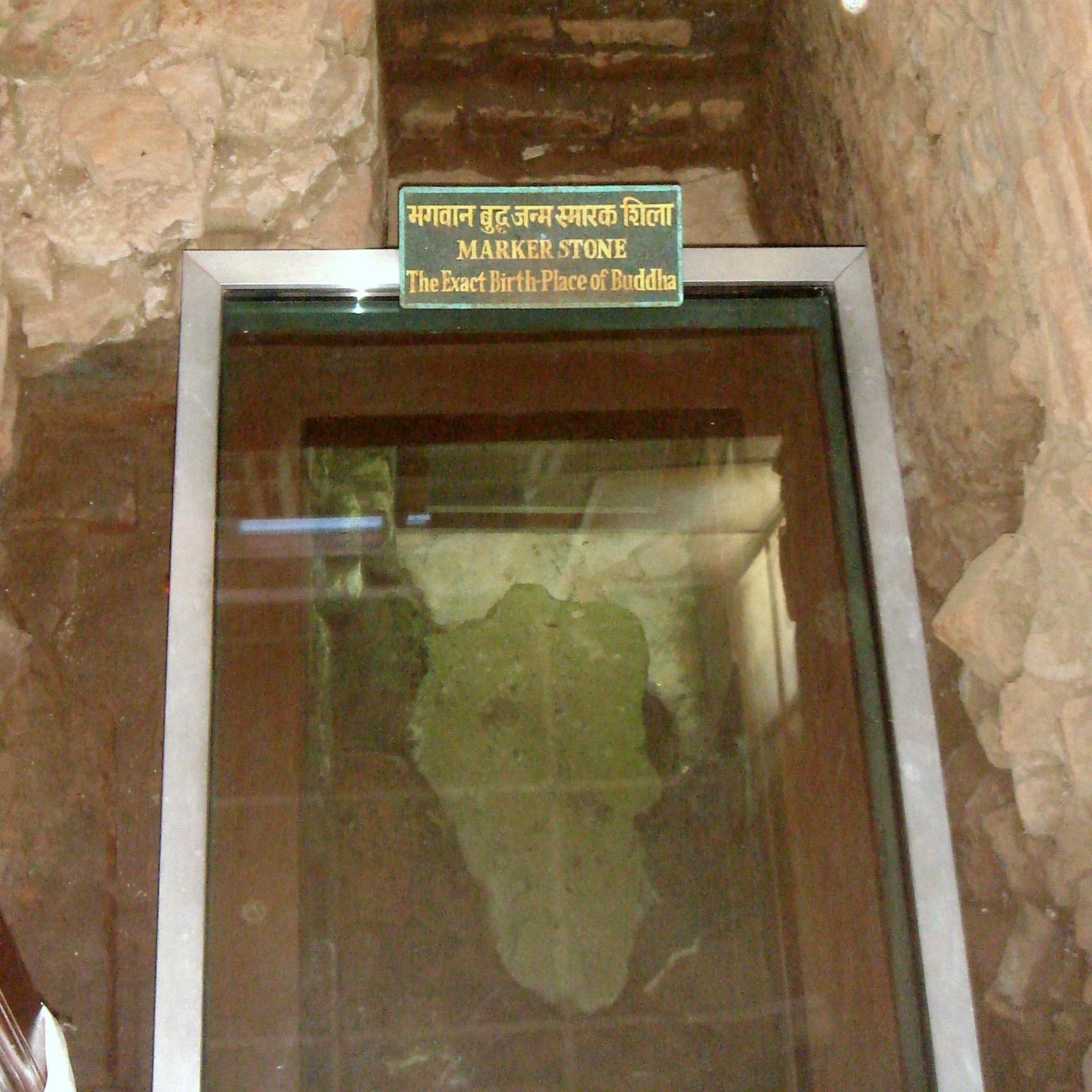
Gautama Buddha pontos szülőhelye
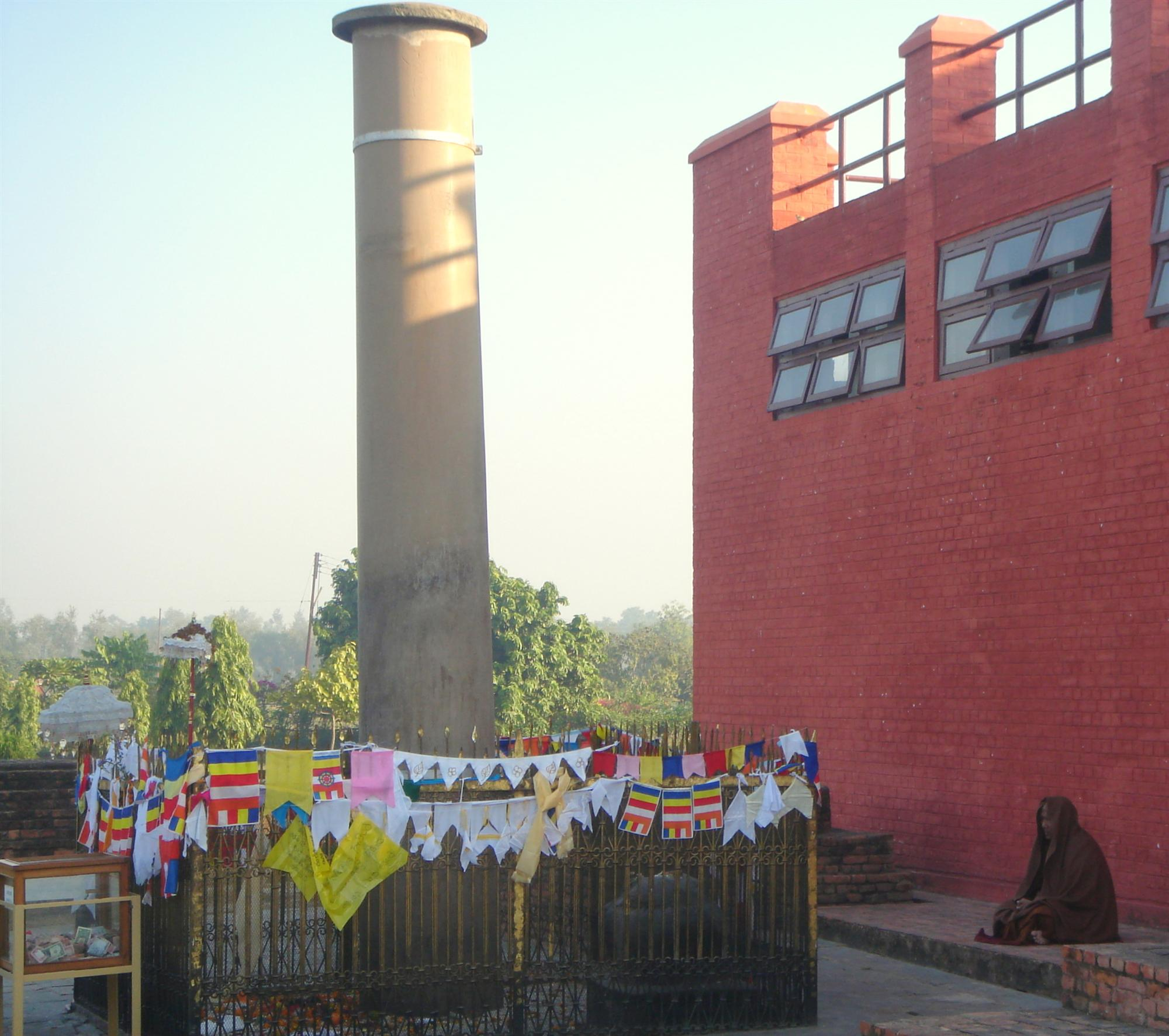
Asóka oszlopa
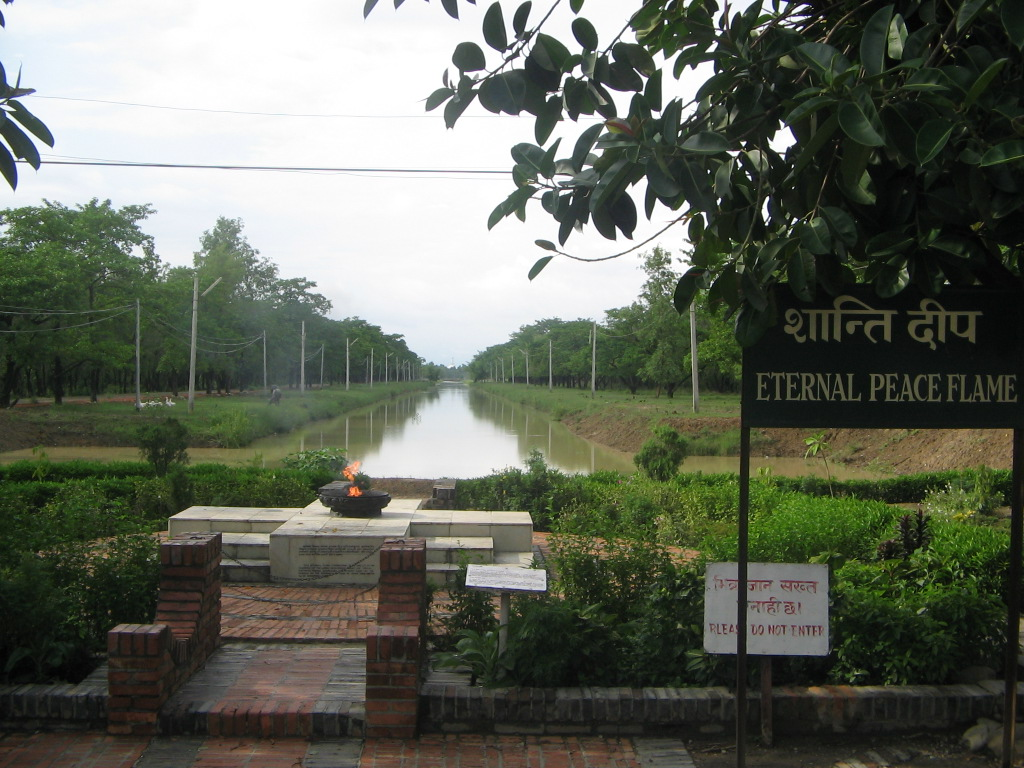
Örök Béke Láng